# Goedkope vlag

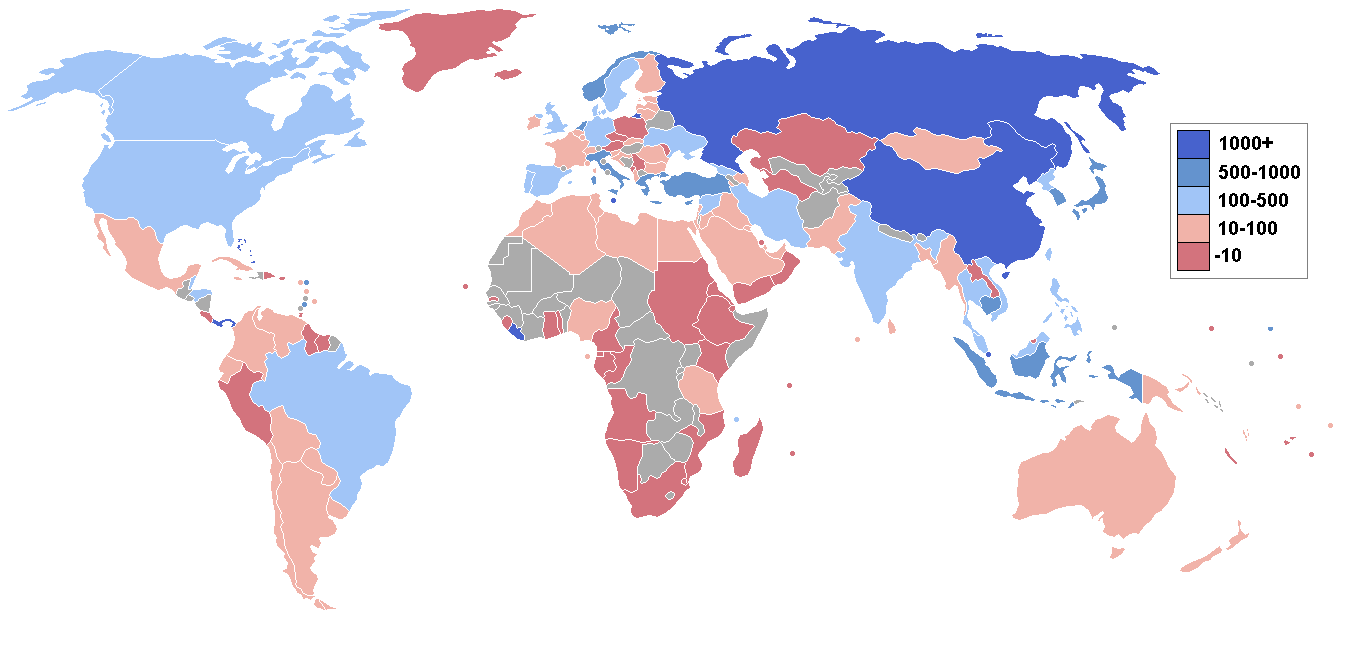
De verdeling van de wereldvloot per vlaggestaat. Panama heeft de meeste schepen onder haar vlag.

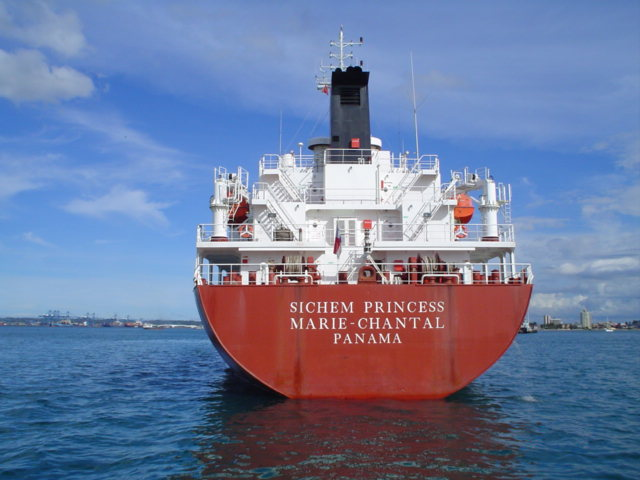
De chemicaliëntanker Sichem Princess Marie-Chantal had Panama-Stad als thuishaven toen deze foto werd geschoten in 2005, maar in 2007 stond het geregistreerd onder de Maltese vlag in Valletta. Het schip was echter eigendom van het Singaporese Eitzen Chemical. In november 2009 kreeg het schip een nieuwe naam, Ocean Princess en kwam opnieuw onder Panamese vlag.

Goedkope vlag of gelegenheidsvlag (ook wel flags of convenience of open registries genoemd) is de vlag van een land waar schepen geregistreerd staan in het scheepsregister omwille van het verminderen van kosten - lage tonnagebelastingen en registratiegelden - of om overheidsregulering in het eigen land te omzeilen. Die landen zijn meestal niet aangesloten bij de Maritime Labour Convention, een verdrag met waarborgen voor het welzijn van zeevarenden en bepalingen over salaris, repatriëring en andere voorzieningen. De toevoeging vlag slaat op het feit dat de schepen onder de vlag varen van het land waarin ze staan geregistreerd en niet die van het land waaruit de eigenaar van het schip afkomstig is.
Elke staat mag schepen registreren waarmee het schip de nationaliteit van dat land verkrijgt en het recht de vlag daarvan te voeren.
Goedkope-vlaglanden zijn bijvoorbeeld Panama, Liberia, Bahama's, Malta, Antigua en Barbuda en Saint Vincent en de Grenadines. Het grootste register is dat van Panama; zo'n 22 % van de wereldvloot in dwt vaart onder Panamese vlag. De eigendomsverhoudingen liggen echter anders, aangezien Griekenland in dat opzicht de grootste vloot heeft met ruim 17%. Zie Grootste vloten naar eigendom.

## Kenmerken
Er zijn geen eenduidige kenmerken voor een goedkope vlag. De definitie verschilt naar belang. In 1970 stelde de British Committee of Inquiry onder voorzitter lord Rochdale de Rochdale Criteria op:
1. Het land staat buitenlanders toe om schepen in eigendom en beheer te hebben;
2. De bemanning mag buitenlands zijn;
3. Omvlaggen van en naar het register is eenvoudig;
4. Belasting op de inkomsten van het schip zijn laag of niet bestaand;
5. Het land heeft de scheepsruimte niet nodig voor eigen gebruik, maar wil slechts verdienen aan registratiegelden;
6. Het land heeft niet de wil of is niet in staat om nationale of internationale regelgeving op te leggen aan de reder.

Deze definitie wordt door de ITF gebruikt om vast te stellen welke landen een goedkope vlag hebben, hoewel een aantal criteria gedurende de tijd minder van toepassing zijn geworden. Zo gaan steeds meer van deze landen ertoe over om grenzen te stellen aan de leeftijd van een in te schrijven schip.
Een intergouvernementele werkgroep van de UNCTAD kwam met criteria om vast te stellen of er een binding is tussen schip en vlag:
1. De koopvaardijvloot draagt bij aan de nationale economie van de staat;
2. Opbrengsten en uitgaven voor scheepvaart en aan- en verkoop van schepen zijn opgenomen in de betalingsbalans;
3. Bemanning uit het land zelf;
4. De economische eigendom van het schip.

Door de opkomst van tweede nationale registers en constructies als rompbevrachting wordt de scheidslijn tussen nationale en goedkope vlag echter steeds moeilijker te trekken.

## Geschiedenis
Engelse kooplieden voeren al onder Spaanse vlag om het Spaanse monopolie van de handel op West-Indië te ontduiken. In de zeventiende eeuw voeren sommige Engelsen die voor de kust van Newfoundland visten de Franse vlag om Engelse vangstbeperkingen aan de "French Shore" te ontduiken. Om gelijkaardige redenen voeren zij in de negentiende eeuw onder Noorse vlag.
Om het continentaal stelsel te ontduiken, maakten Engelse schepen gebruik van de vlag van kleine Duitse vorstendommen. Tijdens de Oorlog van 1812 voeren Amerikaanse schepen onder Portugese vlag om problemen met de Engelsen te voorkomen. Toen steeds meer landen de slavenhandel verboden, gingen kooplieden uit die landen regelmatig over naar andere vlaggen.
Het eerste open register is dat van Panama dat dit begon in 1916. Om de drooglegging in de Verenigde Staten te ontduiken, werd in 1919 de Belén Quezada, voorheen de Canadese Zafiro, het eerste buitenlandse schip dat werd ingeschreven in het Panamese scheepsregister. In 1922 volgden de Amerikaanse passagiersschepen Reliance en Resolute om dezelfde reden. Het register groeide daarna langzaam met vooral Europese schepen. Ook Honduras begon een open register, waar United Fruit Company zijn vloot van bananenschepen onderbracht.
Toen in 1939 de Tweede Wereldoorlog uitbrak, kon Roosevelt het Verenigd Koninkrijk niet rechtstreeks steunen, doordat in 1935 de Shipping Neutrality Act getekend was om te voorkomen dat Mussolini Ethiopië binnen zou vallen. De oplossing was het toestaan van het omvlaggen naar het onder Amerikaanse controle staande Panama. Voor de rederijen was het voordeel dat men niet aan de Amerikaanse regels hoefde te voldoen en niet meer gebonden was aan Amerikaanse bemanningen, die zo'n 50% duurder waren dan Europese. In 1939 voeren 52 tankers van totaal 700.000 ton dwt onder Panamese vlag.
De vrees voor politieke instabiliteit en hoge inschrijfkosten in Panama, zorgden voor onvrede bij Amerikaanse eigenaren. Met hulp van Edward Stettinius, Jr. opende de president van Liberia, William Tubman, in 1948 een open register. De World Peace van Stavros Niarchos was het eerste schip in dat register. In 1967 passeerde Liberia het Verenigd Koninkrijk als grootste vlag. Samen met Panama, tegenwoordig de grootste vlag, vertegenwoordigt Liberia bijna een derde van de wereldvloot.
Om het uitvlaggen tegen te gaan, ging de Griekse overheid er in de jaren vijftig met succes toe over om het belastingregime aan te passen. Ook andere landen begonnen de regels van hun register te versoepelen, zoals het toestaan van een (deels) buitenlandse bemanning. In Nederland werd zo in 2003 zelfs de nationaliteitseis voor kapiteins versoepeld. Dit soort maatregelen kan er echter toe leiden dat bepaalde groepen, zoals verladers en verzekeraars, dit als een aantasting van de kwaliteit van de vlag zien en eisen gaan stellen richting de reder om voor een kwaliteitsvlag te kiezen. Om de nationale vlag niet te veel aan te tasten, werden ook andere oplossingen gevonden. Zo opende Frankrijk in 1986 een register in Kerguelen. Noorwegen begon in 1987 met een tweede register, het Norwegian International Ship Register (NIS). Het succes bleek er uit dat twee jaar later het aantal schepen onder Noorse vlag 2,5 maal was toegenomen. Denemarken en Duitsland volgden met DIS en GIS.
Andere voorbeelden hiervan zijn de Nederlandse Antillen voor Nederland, Madeira (MAR) voor Portugal, de Canarische Eilanden (CSR) voor Spanje en REB voor Brazilië. De aanpak van de tweede registers is niet altijd hetzelfde. Zo staat het GIS slechts open voor Duitse eigenaren en het DIS slechts voor Denen. Andere registers staan wel open voor buitenlandse eigenaren.

## Havenstaatcontrole
In 1978 waren een aantal West-Europese landen in Den Haag een memorandum overeengekomen waarin afspraken werden gemaakt om te controleren of de arbeidsomstandigheden aan boord conform de ILO was. Toen dat jaar de Amoco Cadiz zonk, werd besloten om ook veiligheid en vervuilingpreventie mee te nemen in de inspecties. Hiertoe werd in 1982 de Paris Memorandum of Understanding (Paris MoU) afgesloten waarmee de havenstaatcontrole (Port State Control) werd ingesteld in uiteindelijk 24 Europese landen plus Canada. Feitelijk was dit een reactie op het tekortschieten van de controles van de vlaggenstaten en dan vooral de goedkope vlaggen, die dit gedelegeerd hebben naar classificatiebureaus. Het succes van deze MoU heeft geleid tot de oprichting van diverse andere havenstaatcontroles.

## Tegenstand
Er zijn verschillende bezwaren tegen goedkope vlaggen. Eén daarvan is dat het de mogelijkheid schept om te voorkomen dat men de werkelijke eigendom van een schip kan achterhalen, waardoor claims, door bijvoorbeeld vervuiling, niet op de eigenaar verhaald kunnen worden. Dit leidt tot kunstgrepen waarbij niet de niet te achterhalen eigenaar, maar de verschepers - vaak oliemaatschappijen - aansprakelijk worden gesteld.
Andere bezwaren betreffen onder andere de arbeidsomstandigheden en uitbuiting van de bemanningen, iets wat vooral door de ITF wordt benadrukt.

### Goedkope vlaggen volgens de ITF
De ITF probeert al meer dan een halve eeuw een einde te maken aan het systeem van goedkope vlaggen. In juli 1958 werd een resolutie aangenomen om deze vlaggen te boycotten. De ITF stelt dat veel goedkope vlaggen zorgen voor lage lonen en slechte arbeidsomstandigheden voor de bemanningen, omdat hun thuisland vrijwel niets voor hen kan doen. Verder laten de omstandigheden op het gebied van veiligheid te wensen over, omdat het de vlaggestaat aan de wil of de middelen ontbreekt om hiertegen op te treden. Door de ITF zijn 32 landen tot goedkope vlag (Flag of Convenience) verklaard. Dit zijn vlaggen waarvan de schepen geen band hebben met het land zoals gedefinieerd door het VN-Zeerechtverdrag.
1. Antigua en Barbuda
2. Nederlandse Antillen
3. Barbados
4. Bolivia
5. Bahama's
6. Belize
7. Bermuda
8. Cyprus

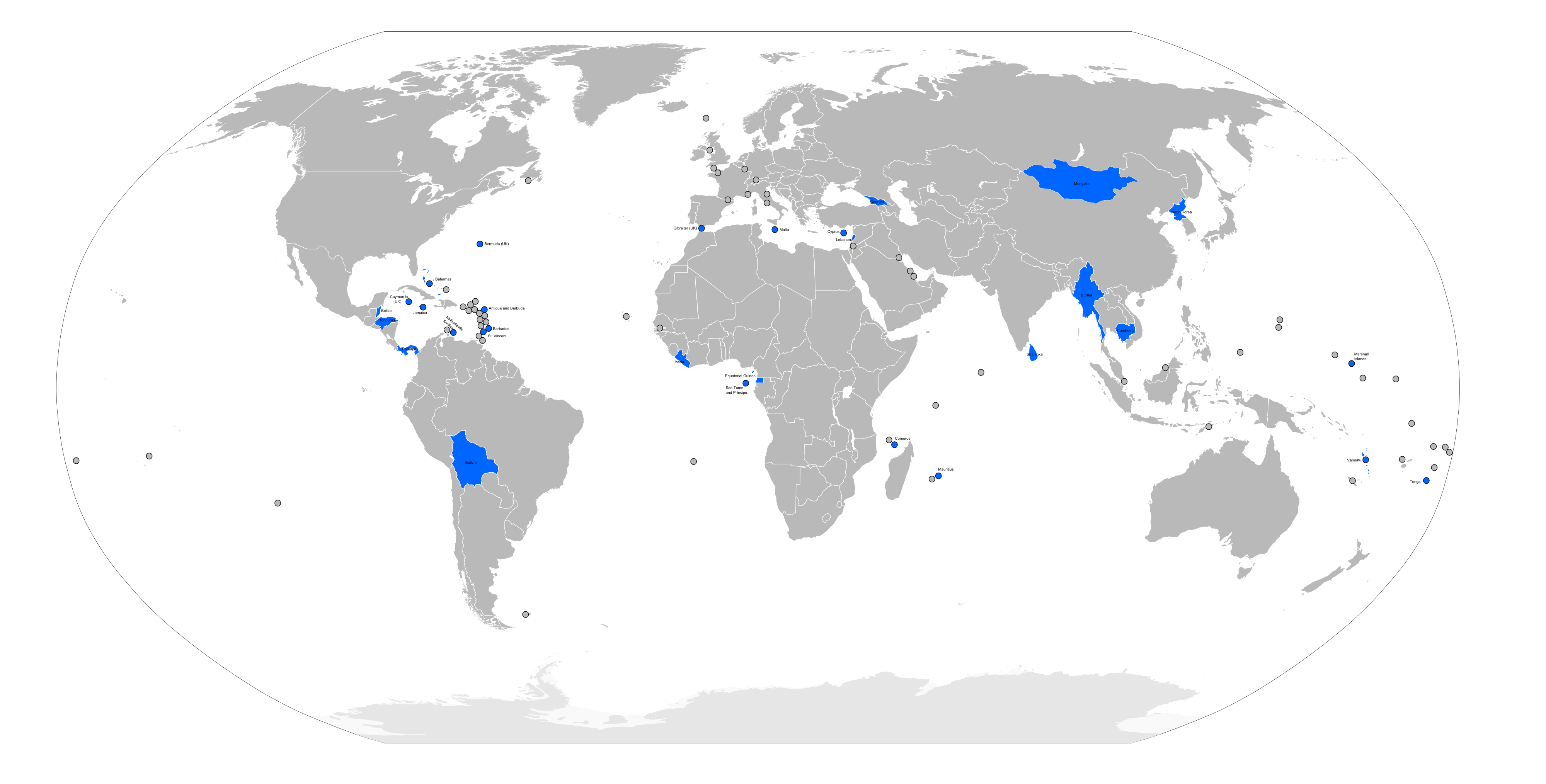
Landen die bij de ITF als goedkope vlag bekendstaan.

9. French International Ship Register
10. Georgië
11. German International Ship Register
12. Gibraltar
13. Equatoriaal-Guinea
14. Honduras
15. Jamaica
16. Comoren
17. Noord-Korea
18. Cambodja
19. Kaaimaneilanden
20. Libanon
21. Sri Lanka
22. Liberia
23. Marshalleilanden
24. Myanmar
25. Mongolië
26. Malta
27. Mauritius
28. Panama
29. Sao Tomé en Principe
30. Tonga
31. Saint Vincent en de Grenadines
32. Vanuatu

## Aanhang
Waar tegenstanders van goedkope vlaggen de economische schade benadrukken voor de traditionele maritieme landen, benadrukken voorstanders het positieve effect op de economie van ontwikkelingslanden, waarvan de inwoners als zeevarende kunnen werken op schepen onder goedkope vlag. Daarnaast kunnen reders beter concurreren, doordat ze lagere loonkosten hebben en lagere administratie- en onderhoudskosten.

## Grootste vloten naar vlag
Alle koopvaardijschepen voeren een handelsvlag, die niet noodzakelijk die van het land is waar de reder is gevestigd.
|              | Vlag                               | Aantal schepen | Percentage van de wereldvloot, aantal | Draagvermogen in duizend dwt | Percentage van de wereldvloot, dwt | Gemiddelde scheepsgrootte | Aandeel onderdanen |
| ------------ | ---------------------------------- | -------------- | ------------------------------------- | ---------------------------- | ---------------------------------- | ------------------------- | ------------------ |
| 1            | Panama (*)                         | 7199           | 7,58                                  | 232.148                      | 22,27                              | 32.247                    | 0                  |
| 2            | Liberia (*)                        | 1908           | 2,01                                  | 105.227                      | 10,10                              | 55.150                    | 0                  |
| 3            | Bahama's (*)                       | 1394           | 1,47                                  | 55.238                       | 5,30                               | 39.625                    | 0                  |
| 4            | Griekenland                        | 1459           | 1,54                                  | 55.145                       | 5,29                               | 37.796                    | 92                 |
| 5            | Marshalleilanden (*)               | 963            | 1,01                                  | 54.644                       | 5,24                               | 56.744                    | 26                 |
| 6            | Hongkong (China)                   | 1159           | 1,22                                  | 54.341                       | 5,21                               | 46.886                    | 39                 |
| 7            | Singapore                          | 280            | 2,19                                  | 51.043                       | 4,90                               | 24.540                    | 30                 |
| 8            | Malta (*)                          | 1287           | 1,36                                  | 40.201                       | 3,86                               | 31.236                    | 0                  |
| 9            | China                              | 3700           | 3,90                                  | 34.924                       | 3,35                               | 9439                      | 99                 |
| 10           | Cyprus (*)                         | 966            | 1,02                                  | 29.627                       | 2,84                               | 30.670                    | 8                  |
| 11           | NIS (Noorwegen)                    | 614            | 0,65                                  | 20.285                       | 1,95                               | 33.038                    | 61                 |
| 12           | Zuid-Korea                         | 2829           | 2,98                                  | 16.540                       | 1,59                               | 5847                      | 96                 |
| 13           | Japan                              | 6713           | 7,07                                  | 15.083                       | 1,45                               | 2247                      | 100                |
| 14           | Man                                | 360            | 0,38                                  | 14.225                       | 1,36                               | 39.514                    | 38                 |
| 15           | India                              | 1185           | 1,25                                  | 14.190                       | 1,36                               | 11.974                    | 98                 |
| 16           | Italië                             | 1566           | 1,65                                  | 13.279                       | 1,27                               | 8480                      | 92                 |
| 17           | Duitsland                          | 875            | 0,92                                  | 13.172                       | 1,26                               | 15.054                    | 99                 |
| 18           | Verenigd Koninkrijk                | 1596           | 1,68                                  | 12.810                       | 1,23                               | 8026                      | 44                 |
| 19           | Verenigde Staten                   | 6422           | 6,76                                  | 12.354                       | 1,19                               | 1924                      | 83                 |
| 20           | Antigua en Barbuda (*)             | 181            | 1,14                                  | 10.400                       | 1,00                               | 9621                      | 0                  |
| 21           | DIS (Denemarken)                   | 418            | 0,44                                  | 10.004                       | 0,96                               | 23.933                    | 97                 |
| 22           | Bermuda (*)                        | 149            | 0,16                                  | 9361                         | 0,90                               | 62.829                    | 6                  |
| 23           | Iran                               | 475            | 0,50                                  | 8953                         | 0,86                               | 18.848                    | 100                |
| 24           | Maleisië                           | 1101           | 1,16                                  | 8571                         | 0,82                               | 7784                      | 76                 |
| 25           | Saint Vincent en de Grenadines (*) | 163            | 1,12                                  | 8552                         | 0,82                               | 8045                      | 0                  |
| 26           | Rusland                            | 3650           | 3,84                                  | 7612                         | 0,73                               | 2085                      | 94                 |
| 27           | Turkije                            | 1182           | 1,25                                  | 7223                         | 0,69                               | 6111                      | 99                 |
| 28           | België                             | 233            | 0,25                                  | 6995                         | 0,67                               | 30.019                    | 93                 |
| 29           | Filipijnen                         | 1843           | 1,94                                  | 6704                         | 0,64                               | 3637                      | 39                 |
| 30           | Indonesië                          | 4286           | 4,51                                  | 6392                         | 0,61                               | 1491                      | 94                 |
| 31           | Nederland                          | 1258           | 1,33                                  | 5828                         | 0,56                               | 4633                      | 67                 |
| 32           | Kaaimaneilanden (*)                | 157            | 0,17                                  | 4637                         | 0,44                               | 29.538                    | 7                  |
| 33           | FIS (Frankrijk) (*)                | 55             | 0,06                                  | 4636                         | 0,44                               | 84.296                    | 30                 |
| 34           | Taiwan                             | 629            | 0,66                                  | 4398                         | 0,42                               | 6991                      | 93                 |
| 35           | Thailand                           | 790            | 0,83                                  | 4320                         | 0,41                               | 5469                      | 66                 |
| Top 35       | Top 35                             | 62.645         | 65,99                                 | 959.062                      | 92,01                              | 15.309                    | 32                 |
| Wereldtotaal | Wereldtotaal                       | 94.936         | 100                                   | 1.042.351                    | 100                                | 10.980                    | 34                 |